# 埃及貓
埃及貓，中型短毛貓品種。體重2.5-5千克，是唯一天然豹紋的家貓。埃及貓的皮膚和毛色上都有像豹的斑紋。

## 和其他品種比較
奧西貓是一種和埃及貓極為相似的品種，不過奧西貓品種是人工繁殖的，只有特定品種的配搭才會有豹紋。孟加拉貓也和它十分相似，但體型明顯較大(5.5–9 kg)。 
《康乃爾養貓大全》記載此品種：
綜合緬甸貓的小巧和暹羅貓的高貴。中等的體型非常強壯，後腳比前腳長，挺立時像踮著腳尖的樣子。
埃及貓是家貓之中速度最快的，因為它有長而有力的腳和由腹部至後膝的皺摺皮膚。這些條件都令牠的身體極敏捷。有記錄埃及貓奔跑速度可達每小時48 公里。
埃及貓的叫聲非常多樣化。牠們受刺激時會發啁啾、咯咯和其他非常獨特的聲音另外，如一般的貓，快樂的時候都會擺尾。無論是雄貓或雌貓都會有劃分地盤的習慣，但牠們不是用放尿作記號的。

## 起源

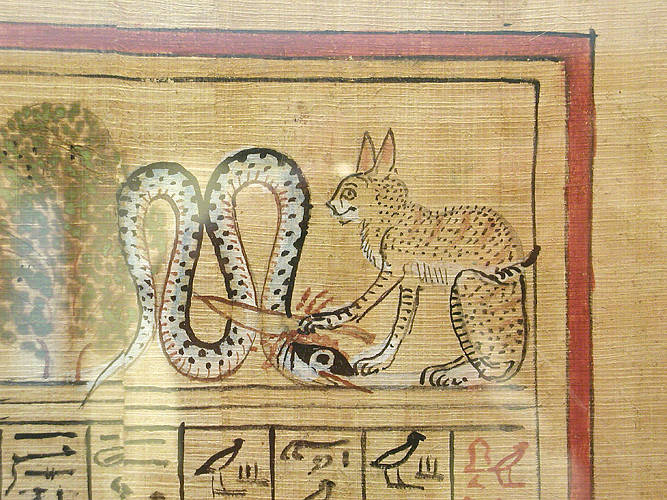
埃及《死亡之书》上，象征太阳神的猫用刀杀死黑暗的蛇

現在並未發現埃及貓的確實起源的紀錄。一般認為牠是非洲野貓的後裔。在古埃及的壁畫上都繪有埃及貓。
現代的埃及貓來自意大利。1953年被放逐到意大利的俄羅斯公主Natalie Troubetskoy會見埃及使節。她遇到了使節的貓，並請大使從埃及家鄉帶幾隻埃及貓給她飼養。
1968年一隻埃及貓獲得幾個比賽的獎項。以後有英國的飼養者嘗試以阿比西尼亞貓、暹羅貓和虎斑貓混種而生此品種，但生出的雖然外型相似，但並非真正的埃及貓。
埃及貓的額上會有一個甲蟲形或M字形的印記。後者通常是來自美國。

## 生態習性
埃及貓是現代家貓的原始品種之一。因為牠們在身體結構上、生長和行為上與其他現代家貓都有很大分別，從此可見牠的年代很久遠，或至少這種品種的習性很特別。埃及貓對溫度很敏銳，非常喜歡溫暖的地方。牠們對藥物和麻醉劑很敏感。
懷孕期較長，約73日。(而一般貓的懷孕期是65-67日，雖然暹羅貓相對會長一、兩天。)

## 性格特徵
埃及貓非常聰明，喜歡親近負責任、有愛心的主人。有很多這些貓的主人都表示他們一天工作過後回家時，都會發現他們的貓正坐在門前熱切地等待他們。
埃及貓，尤其是純種，對其他品種的陌生貓都不大友善。牠們會非常兇猛地攻擊入侵的貓，亦會極敏銳地躲避陌生的人類。因此埃及貓並不適合住在公寓或經常有客人的家庭。

## 稀有標準
純種的埃及貓非常珍貴。直到2007年，每年只有少於200隻純種貓在GCCF登記。2006年CFA總共有6741隻埃及貓的登記。
埃及貓有五種顏色，由最珍貴到最普通的毛色為：銀色、古銅色、煙灰色、黑色、藍/白蠟色。黑色、蓝色和白蠟色的埃及貓都不會參展，但會用以配種。所有參展的埃及貓都必須有綠色的眼睛。但幼年到18個月大貓的琥珀色眼睛也可接受。